# I-Cockpit

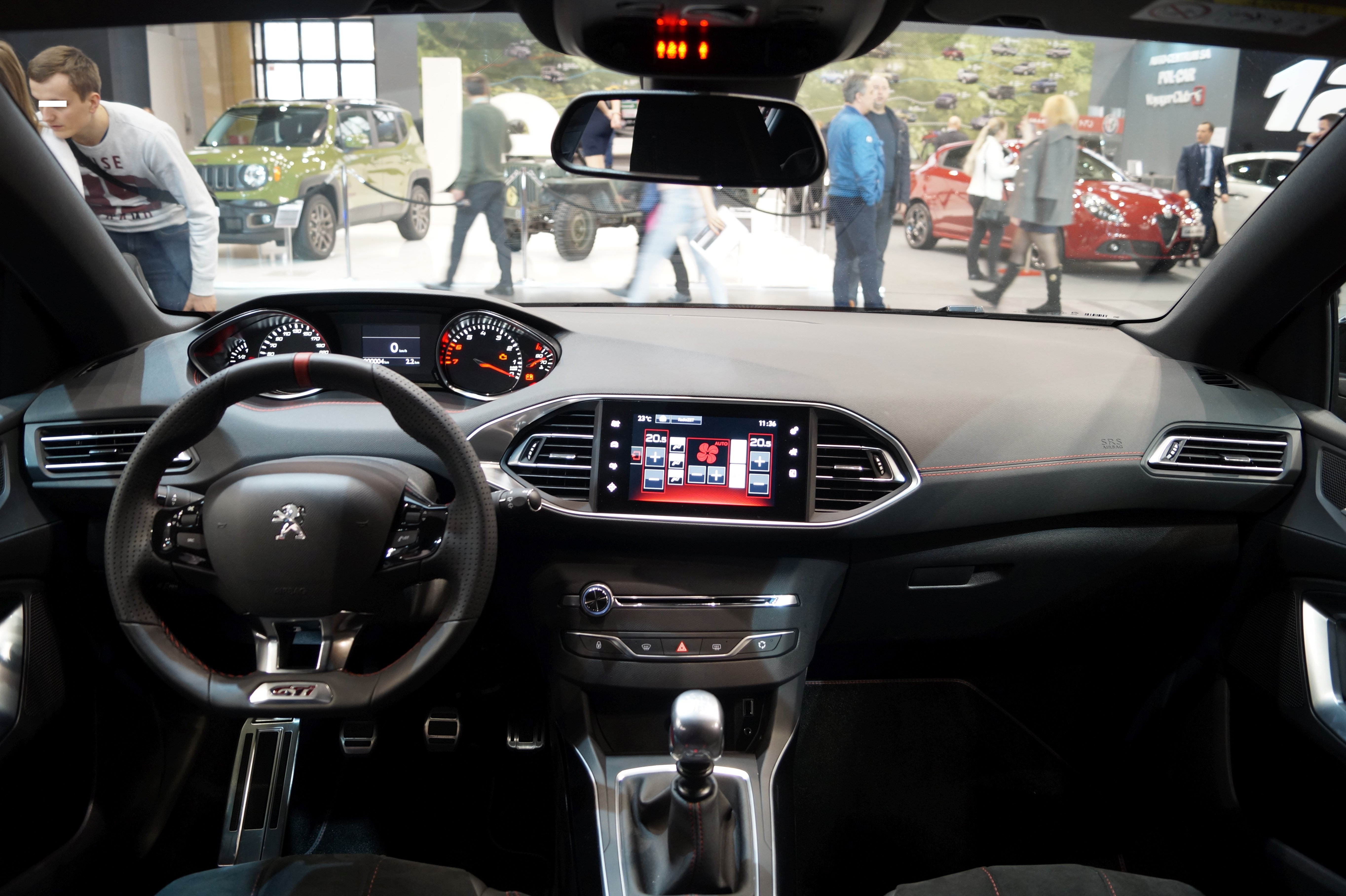
i-Cockpit eines Peugeot 308 II (GTi-Version)

Als i-Cockpit bezeichnet der französische Autobauer Peugeot ein Bedienkonzept zur Steuerung und Bedienung seiner Pkw-Modelle. Das „i“ steht dabei für „intuitiv“.
Die Entwicklung der i-Cockpit 2013–2017 ist von Bertrand Rapatel (Director of Interior Design Peugeot) und seinem Team.

## Bestandteile
Das i-Cockpit beinhaltet vier Elemente:
- ein kompaktes Lenkrad
- erhöhte Instrumente mit einem Display zwischen Tachometer und Drehzahlmesser (vom Hersteller „Head-up-Display“ genannt)
- eine erhöhte Mittelkonsole
- ein auf Fingerdruck reagierender resistiver Touchscreen in der Mittelkonsole

Der Touchscreen nimmt zahlreiche Bedienfunktionen auf, darunter auch die Einstellung der Heizung und der 2-Zonen-Klimaautomatik. In der Regel ist der Touchscreen erst ab der mittleren Ausstattungslinie Active vorhanden. Als eine Besonderheit des Peugeot 308 II läuft der Drehzahlmesser bei diesem Modell gegenläufig.
Im April 2016 stellte Peugeot eine Weiterentwicklung des i-Cockpits vor, die in der 2. Generation des Peugeot 3008 eingesetzt wird. Das Lenkrad wurde oben und unten abgeflacht und die bisherigen analogen Instrumente im Armaturenbrett komplett durch ein Display ersetzt.

## Verwendung

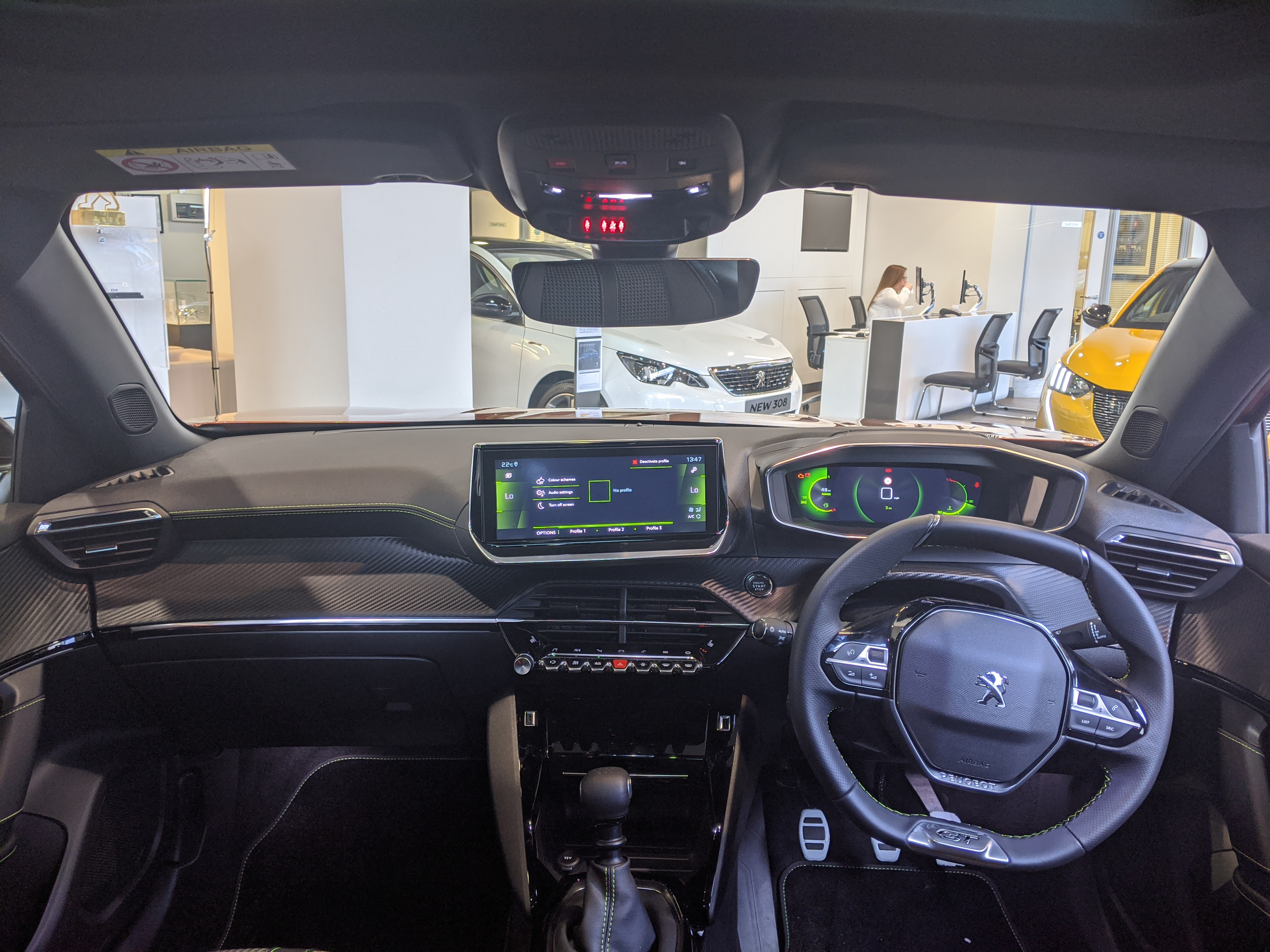
I-Cockpit in einem Peugeot 2008 GT als Rechtslenker

Bisher sind folgende Peugeot-Modelle mit einem i-Cockpit ausgestattet:

### Serienmodelle
- Peugeot 208
- Peugeot 308 II
- Peugeot 2008
- Peugeot 3008 II
- Peugeot 5008 II
- Peugeot 508 II
- Peugeot Rifter

### Konzeptfahrzeuge
- Peugeot Quartz[6]
- Peugeot Exalt[7]
- Peugeot Fractal